# ایستگاه هیگاشی-کاناگاوا
ایستگاه هیگاشی-کاناگاوا (به ژاپنی: 東神奈川駅 Higashi-Kanagawa-eki) یک ایستگاه قطار وابسته به خط کیهین-توهوکو و خط یوکوهاما است که در کاناگاوا-کو، یوکوهاما واقع شده‌است و توسط شرکت راه‌آهن شرق ژاپن اداره می‌شود.